# 藍田麻利衣
藍田 麻利衣（あいだ まりえ、1992年8月22日 - ）は、日本の元声優、女優、歌手、グラビアアイドル。本名は非公開。
兵庫県姫路市出身。
現在は芸能活動を休止しネイリストとして生活している。

## 略歴
元々人前に出ることが好きで、気付いたら演じることが好きになっていたという。親も応援してくれたこともあって上京。
- 2012年、東京アニメーター学院に通いながら霞末真里枝として活動を始める。
- 2012年6月下旬、ブログ【まりりんのにょほほんブログ】を始める。
- 2012年7月初旬、Twitterを始める。
- 2012年9月末～10月初旬から霞末まりえと表記するようになる。
- 2012年10月13日、「TAG EGG」を卒業（当日のライブに出演なし）。
- 2013年5月2日、ツイキャスを始める。
- 2014年3月1日、名前を藍田麻利衣に改名。それに伴ってブログ名も【まりえの愛だ！！】に変更。
- 2015年、歌から舞台・役者の活動をするようになる。
- 2016年10月3日、声帯の手術を受ける。
- 2017年2月、「宇宙戦艦ヤマト2202ビギナーズ」で第三次ヤマトガールズ 原田真琴 役を務める。
- 2017年6月、「第12回ミスFLASH2018選考オーディション」に参加し、マシェバラ、Showroomにて配信を開始。
- 2017年9月、「第12回 ミスFLASH2018選考オーディション」にて総合ランキング1位でファイナリストに選ばれる[2]。
- 2017年12月28日、アミティープロモーションに移籍した事をツイッターで発表。
- 2018年3月1日、事務所発新アイドルユニット「S→gexte(サジェスト)」加入をツイッターにて発表。同日夜SHOWROOMでも報告する。
- 2018年8月28日、主催ライブで「S→gexte(サジェスト)」を卒業。
- 2018年11月27日、Fight Sparkle（ファイトスパークル、略称ふぁいすぱ）としてお披露目ライブをする。
- 2019年4月10日、Fight Sparkle公式Twitterにて同日の解散を発表。以後予定されていたライブは全てキャンセルとなる。
- 2019年4月18日、Twitterにて活動休止を発表。現時点では事務所との契約は破棄せず5月下旬に帰郷すると発表。
- 2019年5月、2020年まで帰郷せず東京で活動することを発表。
- 2019年6月14日、アミティープロモーションを既に退所しネイリストになるため勉強中ということをTwitterにて発表。今後は趣味的に撮影会をしながらプロのネイリストを目指す。
- 2021年2月3日、8年間の東京生活に別れを告げ帰郷。今後はネイリストとして独立を目指す。
- 2022年11月25日、前日に2歳年下の男性と入籍した事をTwitterにて報告。

## 人物
- 愛称は自称「まりりん」。
- 身長：164cm　体重：45.2kg（2017年9月現在）。靴のサイズ：24.5cm。事務所公式及びFlash2018オーディション時の3サイズはB：83cm[Dカップ]　W：58cm　H：85cm。
- 特技はフルート演奏[1]、作曲、ギター、文字を書くのが結構早い、犬と仲良くなること。
- 趣味は、殺陣、アクション[1]。イラスト（オリジナルキャラクター作り）、映画鑑賞（主にホラー）。
- 2013年から2014年に歌っていた時のイメージカラーは黄色。
- S→gexte(サジェスト)ではリーダー担当、カラーは赤。
- Fight Sparkle（ファイトスパークル）ではサブリーダー（のちにリーダー）、カラーは赤。

## 作品

### ディスコグラフィ

#### シングル
| 枚              | 発売日        | タイトル         | 収録曲           | 規格     | 備考                     |
| --------------- | ------------- | ---------------- | ---------------- | -------- | ------------------------ |
| 1st             | 2013年8月22日 | Congratulation!! | Congratulation!! | CD       | 2013/8/22ライブにて販売  |
| 1st             | 2013年8月22日 | Congratulation!! | 秋色のクレヨン   | CD       | 2013/8/22ライブにて販売  |
| 1st             | 2013年8月22日 | Congratulation!! | (OFFVOCAL-2曲）  | CD       | 2013/8/22ライブにて販売  |
|                 | 2013年8月22日 | Congratulation!! | Congratulation!! | m4a、mp3 | itunes、amazonにて販売中 |
| 秋色のクレヨン  | 2013年8月22日 | Congratulation!! |                  | m4a、mp3 | itunes、amazonにて販売中 |
| (OFFVOCAL-2曲） | 2013年8月22日 | Congratulation!! |                  | m4a、mp3 | itunes、amazonにて販売中 |

#### ミニアルバム
| 枚  | 発売日        | タイトル   | 収録曲           | 規格 | 備考                    | 価格               |
| --- | ------------- | ---------- | ---------------- | ---- | ----------------------- | ------------------ |
| 1st | 2014年8月24日 | 走れ女の子 | Congratulation!! | CD   | 2014/8/22ライブにて販売 | ￥1，500（税込み） |
| 1st | 2014年8月24日 | 走れ女の子 | 恋愛配達人       | CD   | 2014/8/22ライブにて販売 | ￥1，500（税込み） |
| 1st | 2014年8月24日 | 走れ女の子 | 好きになれ       | CD   | 2014/8/22ライブにて販売 | ￥1，500（税込み） |
| 1st | 2014年8月24日 | 走れ女の子 | 坂道の向こう     | CD   | 2014/8/22ライブにて販売 | ￥1，500（税込み） |
| 1st | 2014年8月24日 | 走れ女の子 | 走れ女の子       | CD   | 2014/8/22ライブにて販売 | ￥1，500（税込み） |
| 1st | 2014年8月24日 | 走れ女の子 | 秋色のクレヨン   | CD   | 2014/8/22ライブにて販売 | ￥1，500（税込み） |

### DVD
| タイトル                                                | 発売日     | 規格 | 規格品番           | 型番       | 価格             |
| ------------------------------------------------------- | ---------- | ---- | ------------------ | ---------- | ---------------- |
| マイティレディ ザ・レジェンド Vol.1                     | 2016/09/16 | DVD  | JAN：4589521630010 | MLLG-0001  | 4,320円(税込)    |
| マイティレディ ザ・レジェンド Vol.2                     | 2016/10/14 | DVD  | JAN：4589521630027 | MLLG-0002  | 4,320円(税込)    |
| マイティレディ ザ・レジェンド スペシャルメイキングVol.2 |            | DVD  |                    | MLLGM-0002 | 3,990円(税296円) |

### その他
| タイトル                                                              | 発売日又は配布日                                  | 規格                          | 備考                                                                                           |
| --------------------------------------------------------------------- | ------------------------------------------------- | ----------------------------- | ---------------------------------------------------------------------------------------------- |
| ボイスサンプルＣＤ                                                    | 2012年11月22日のライブ予約でプレゼント            | CD                            |                                                                                                |
| 新作メイキングＤＶＤ                                                  | 2017年4月1日マイティレディ ザ・ライブ入場券に付属 | DVD                           |                                                                                                |
| 好きなグラドルとデートできちゃった                                    | キスカ 2018年 05 月号付録（2018/04/07発売）       | DVD                           | 税込490円                                                                                      |
| 【独占配信】 藍田麻利衣 キスカ 「好きなグラドルとデートできちゃった」 | 東京Lilyホームページ(2018/08/02配信)              | 東京LilyPlayer (無料PCソフト) | コミック誌『キスカ』の付録DVDに収録されていた映像に雑誌付録ではNGな過激映像もプラス 480～780円 |

## 出演

### ドラマ
- 2015年：NTV「マジすか学園4」 - マジ女生徒 役（レギュラー）
- 2015年：YouTubeドラマ「ガチコイ!」 - ヒロイン：早乙女優美 役
- 2016年：DVD「マイティレディ ザ・レジェンド」 - マリエックス 役（1 - 12話レギュラー）

### 映画
- 2018年：土田準平監督作品「放課後戦記」 - 倉田奈美 役

### GAME/ラジオドラマ
- 2012年 - ：新宿ワシントンホテル「自動チェックイン機」 - ガイド音声担当
- 2015年：GAME「百女神ばすたぁーず」（dゲーム） - シェリス・フッチ 役
- 2015年：Tokyo FM ラジオドラマ「One Scene -ある日の出来事-」第11話 - 娘 役
- 2015年：Tokyo FM ラジオドラマ「Your Smile Town」 - 関口あかね 役
- 2016年：GAME「アーガイルシフト」（※バンダイナムコエンターテインメント） - ムジーク・デルタ 役

### テレビアニメ
- 2012年：TX「ゆるゆり♪♪」 M X「ソードアート・オンライン」
- 2013年：MX「うたの☆プリンスさま♪マジLOVE2000%」
- NTV「GJ部」
- 2015年：「Dance with Devils」第3話 - 女生徒 役
- 2015年：NHK「わしも」第31話 - イカルスマン・ビリルスマン 役（ゲスト出演）

### ラジオ
- 2013年3月1日 - ：「ココキキ」（ラジオ大阪）パーソナリティ

### インターネット配信
- 2014年4月17日 - 2015年1月16日：「まりりん♪のしゃべる～む」（月1～2回※主に木曜日、ニコニコ生放送 エルファクTVチャンネルにて<録画あり>）

### 舞台
- 2015年4月：「LOVE LIFE」（作・演出：砂川仁成、ひつじ座） - ヒロイン：カスミ 役
- 2015年7月29日 - 8月2日：「舞台版 てーきゅう」（脚本・演出：飯塚未生） - 境くん 役
- 2015年9月「TOKYO FANBOY」（作・演出：砂川仁成、ひつじ座） - ヒロイン：凛 役
- 2015年11月「舞台版 レーカン!」（脚本・演出：まつだ壱岱） - 湯江由美子 役
- 2016年1月「禽獣のクルパ」（脚本・演出：淡乃晶） - 主演：犬飼ミコト 役
- 2016年3月「舞台版 てーきゅう~先輩とめぐりあう時間たち~」（脚本・演出：飯塚未生） - 境くん 役
- 2016年5月「七転び土に還る」（脚本・演出：山本タク、パルテノン多摩 小ホール） - 神楽 役
- 2016年6月「L4」（脚本・演出：冨樫勘九郎、日暮里d倉庫） - ヒロイン：ネルネ・ハウンド 役
- 2016年9月「Super natural Blue」（脚本・演出：山本タク、あうるすぽっと）

### ライブ等
- 2012年6月：3人でライブ - グループ名は「ゆぅえすBee」
- 2012年8月10日・11日：「～アニソン夏ライブPART8～紅白対抗うた祭／コミケもいいけどライブもね!」（六本木 Bee-Hive） - グループ「TAG EGG」出演
- 2012年9月17日：「AKI presents『アニソンAKI祭り』」（六本木 Bee-Hive）
- 2012年9月25日：「ole50 presents『火曜の歌謡NIGHT』（六本木 Bee-Hive） - グループ「TAG EGG」出演
- 2012年10月9日：「ole50 presents『アニソン秋まつり～はっぴー、はっぴー、はるるっぴー篇～』（六本木 Bee-Hive） - グループ「TAG EGG」出演
- 2012年11月22日：「福山沙織さんCD発売企画ライブ『楽しいライブがいいんじゃない!』」（六本木 Bee-Hive）
- 2013年1月29日：「ole50 presents『火曜の夜の歌謡曲NIGHT2013 vol.1』（六本木 Bee-Hive）
- 2013年2月26日：「ole50 presents『アニソン六本木LIVE2013 vol.7／智の巻』」（六本木 Bee-Hive）
- 2013年4月6日：「ole50 presents『アニソン六本木LIVE2013 vol.12／4月だよ!全員集合』」（六本木 Bee-Hive）
- 2013年5月5日：「川口千里BeeHiveセッション番外編～H.J.Freaks v.s. Senri～」（六本木 Bee-Hive）
- 2013年5月14日：「ole50 presents『アニソン六本木LIVE2013 vol.21／決戦!15分×10本勝負～信じられるか、このパワー!～』」（六本木 Bee-Hive）
- 2013年5月28日：「ole50 presents『アニソン六本木LIVE2013 vol.22／起動・共鳴・氷砕～松戸の平和を守る為～5.28六本木決戦』」（六本木 Bee-Hive）
- 2013年6月12日：「ole50 presents『アニソン六本木LIVE2013 vol.24／アニソンLIVE TOKYO DRIFT』」（六本木 Bee-Hive）
- 2013年7月3日：「ole50 presents『アニソン六本木LIVE2013 vol.26／アニソンLIVE TWO MIX』 ～ふたりにクギづけ～」（六本木 Bee-Hive）
- 2013年7月13日：「LiLi Voice Vol.32」（高田馬場 mono）
- 2013年7月17日：「ole50 presents『アニソン六本木LIVE2013 vol.29／アニソンLIVE EYE OF THE TIGER」』」（六本木 Bee-Hive）
- 2013年8月8日：「ole50 presents『アニソン六本木LIVE2013 vol.31／じぇじぇ!アニソンLIVE～おら、このライブが好きだ!～』」（六本木 Bee-Hive）
- 2013年8月22日：「霞末まりえ 21st Birthday Live "STAR☆T"」（六本木 Bee-Hive）
- 2013年9月14日・28日：「萌ラボ presents『アニソン六本木LIVE2013 vol.37／Return of 萌ラボ ～ ver.2』」（六本木 Bee-Hive）
- 2013年10月6日：東京アニメーター学院祭（東京アニメーター学院）
- 2013年10月9日：「萌ラボ presents『アニソン六本木LIVE2013 vol.38／Return of 萌ラボ ～ ver.3』」（六本木 Bee-Hive）
- 2013年10月24日：「～六本木の蜂の巣を”IDOLの巣”にする計画 Part.3～」（六本木 Bee-Hive）
- 2013年11月28日：「『Girls "Bee" Ambitious!!』～六本木の蜂の巣を”IDOLの巣”にする計画 Part.4～」（六本木 Bee-Hive）
- 2013年12月24日：「有加利倶楽部＊音楽祭vol.2～The night wishes come true～」（六本木 Bee-Hive）
- 2014年1月29日：「萌ラボ＋ole50 presents ／ LIVE2014 vol.8『お客様大感謝祭』」（六本木 Bee-Hive）
- 2014年3月24日：「萌ラボ＋ole50 presents ／ LIVE2014 vol.22『The Graduate ～運が良ければ別れも愉し』」（新小岩　ライブシアターオルフェウス）
- 2014年4月14日：「Grateful☆Girls vol.142」（渋谷 gee-ge）
- 2014年5月5日：「ウダガワガールズコレクション vol.14」（渋谷 gee-ge）
- 2014年6月17日：「ジージでラララ♪ vol.４８」（渋谷 gee-ge）
- 2014年7月14日：「ウダガワガールズコレクション vol.15」（渋谷 gee-ge）
- 2014年7月27日：「ニコ☆ジージ 42枠目」（渋谷 gee-ge）
- 2014年7月28日：「ウダガワガールズコレクション vol.16」（渋谷 gee-ge）
- 2014年8月24日：「～誕生日すぎたって関係ナイ!!藍田麻利衣Birthday Live～」[3]（渋谷 gee-ge）
- 2014年9月5日 - 7日：「13th TOKYO JAZZ FESTIVAL」（東京国際フォーラム 地上広場(Main Stage)） - 〜ANIME MEETS JAZZ featuring 川口千里〜ボーカル担当
- 2014年10月9日：「泉ガーデンコンサート」（泉ガーデン1階 南北線「六本木一丁目駅」中央改札口出た真ん前のスペース）
- 2014年12月18日：「クリスマスライブ」（芝公園ファースト エントランスロビー）
- 2014年12月19日：「クリスマスライブ」（三田ツインビル西館 エントランスロビー）
- 2016年6月11日：「マイティレディフェスVol.1　～特撮ヒロイン マイティレディ ザ・レジェンド第1回ライブ!～」（ひつじ座）
- 2016年10月16日：「マイティレディフェスVol.2　～特撮ヒロイン マイティレディ ザ・レジェンド第2回ライブ!～」（ひつじ座）
- 2016年11月26日：「マイティレディフェスVol.3」　※諸事情によりイベント中止
- 2017年4月1日：「マイティレディ ザ・ライブ」（ジョイジョイステーション）
- 2018年5月6日：「Go Idol Week Special Live」つくばクレオスクエア【クレオ前広場】(二階屋外)＜S→gexteお披露目ライブ＞
- 2018年5月22日：「ガールズネオンLIVE！」＠Club Camelot B3
- 2018年5月27日：「CAMELOT GIRLS MEETING」＠CLUB CAMELOT B3／1部、2部
- 2018年6月5日：「ガールズネオンLIVE！」＠Club Camelot B3
- 2018年6月10日：「CAMELOT GIRLS MEETING」＠Club Camelot B3／1部
- 2018年6月17日：「i*chip memory月１公演：update*017」＠Club Camelot B2／1部、2部
- 2018年6月19日：「ガールズネオンLIVE！」＠Club Camelot B2
- 2018年6月23日：「CAMELOT GIRLS MEETING」＠Club Camelot B3／1部
- 2018年7月7日：「アイドルファンタジスタ～七夕スペシャルLIVE～」@上野音横丁
- 2018年7月12日：「S.U.B TOKYO GIRLS SHOW CASE vol.2」@S.U.B TOKYO
- 2018年7月15日：「アイドルファンタジスタVol37」@上野音横丁
- 2018年7月22日：上野
- 2018年7月29日：渋谷